# Шаров, Василий Иванович
Васи́лий Ива́нович Шаров (12 января 1924 года, д. Берёзово, Рязанская губерния — 7 октября 1997 года) — полный кавалер ордена Славы. Механик-водитель САУ, 1448-й самоходно-артиллерийский полк, 9-я пластунская стрелковая дивизия, 8-я армия 1-й Украинский фронт, русский. Старшина технической службы.

## Биография
Василий Иванович Шаров родился 12 января 1924 года в д. Берёзово Рязанской губернии в семье крестьянина.
Окончил Орехово-Зуевское железнодорожное училище.
Жил в городе Электрогорск Московской области. Работал слесарем.
В РККА с 23 августа 1942 года. Место призыва: Павлово-Посадский РВК, Московская область, Павлово-Посадский район. На фронте в Великую Отечественную войну с 1.09.1942 года.

## Подвиг
Механик-водитель САУ 1448-го самоходного артиллерийского полка 9-й пластунской стрелковой дивизии старшина технической службы Шаров В. И. 2 августа 1944 года юго-восточнее г. Долина (Украина) спас жизнь нескольким раненым воинам, оказав им первую медицинскую помощь.
Приказом командира 9-й пластунской дивизии Метальникова П. И.№ 017/н от 18.8.1944 года награждён орденом Славы 3 степени.
С 20 по 23 августа 1944 года Шаров В. И. в составе 9-й пластунской стрелковой дивизии в боях на подступах к польскому г. Дембица в составе экипажа поразил 2 пулемёта, расчёт противотанкового орудия, подавил 2 артиллерийские батареи и уничтожил много солдат противника. Приказом по 5-й гв. армии № 057/н от 30.9.1944 года награждён орденом Славы 2 степени.
28 марта 1945 года в бою в районе населённого пункта Маркдорф Шаров В. И. в составе 9-й пластунской стрелковой дивизии с экипажем уничтожил 11 пулемётных точек, 4 миномёта, подавил артиллерийскую батарею.
29 марта артиллеристы поразили ещё 4 противотанковых орудия, 3 пулемёта, 8 миномётов и свыше 10 автоматчиков. Указом ПВС СССР от 15.5.1946 года награждён орденом Славы 1 степени.
В 1947 году старшина Шаров был демобилизован. Возвратившись домой, работал в Павловопосадской МТС бригадиром тракторной бригады.
В 1954 году по призыву партии уехал на освоение целинных земель в Казахстан. Работал на Чингирлауской МТС Западно-Казахстанской области «командиром» тракторной бригады.
Участвовал в телепередаче «Солдатские мемуары» Константина Симонова. Последние годы жил в городе Ногинск Московской области.
Скончался 7 октября 1997 года.

## Награды
- орден Отечественной войны I степени[5]
- орден Отечественной войны II степени[6]
- орден Славы I степени(15.5.1946 г.);
- орден Славы II степени[7](30.9.1944 г.);
- орден Славы III степени[8](18.8.1944 г.);
- орден Трудового Красного Знамени (ноябрь 1957 года);
- медаль «За победу над Германией в Великой Отечественной войне 1941-1945 гг.»
- юбилейная медаль «Двадцать лет Победы в Великой Отечественной войне 1941—1945 гг.»
- медаль «За освоение целинных и залежных земель» (ноябрь 1957 года);
- медали.